# Germán Gutiérrez
Germán Andrés Gutiérrez Henao (Barranquilla, 16 gennaio 1990) è un calciatore colombiano, difensore dell'Atlético Huila.

## Carriera

### Club
Ha giocato nella massima serie colombiana.